# Carlos Ramos Blanco
Carlos Ramos Blanco (Zamora, España, 31 de agosto de 1994) es un jugador de fútbol español que juega en la posición de centrocampista ofensivo en las filas de la Unión Deportiva Logroñés de la Primera División RFEF.

## Trayectoria

### Comienzos
Empezó ingresando en las categorías inferiores del San Lázaro, un humilde club de un barrio de Zamora. Continuaría su formación en este club hasta los 11 años.

### Zamora CF
Destacando desde muy joven, con solo 11 años Carlos consigue fichar por el filial del Zamora CF. La joven promesa zamorana seguiría progresando hasta que con 16 años es ascendido al equipo juvenil, en la división de honor. Ese mismo año lograría su debut con el primer equipo del Zamora CF, que se encontraba en la Segunda División B de España. Pronto sería catapultado hacia la convocatoria con la selección regional, con la cual logró un subcampeonato de España.

### Atlético de Madrid
En verano de 2012, Carlos llama la atención y consigue fichar por el Club Atlético de Madrid. Comenzaría en el juvenil B, pero ascendería rápidamente por las categorías superiores pasando por juvenil A, Atlético de Madrid C y llegando al Atlético de Madrid B, con el cual jugaría tanto en la Segunda División B de España como en la Tercera División de España. En la temporada 2013/14, Carlos Ramos convence a Diego Simeone para entrenar con el primer equipo en pretemporada, aunque no llegó a debutar con el primer equipo hasta el encuentro de Copa del Rey frente al UE Sant Andreu, disputando el encuentro de vuelta del 18 de diciembre de 2013 que terminó con un resultado de 2-1 favorable al Atlético. Disputó 71 minutos. Posteriormente, Carlos siguió su progreso con el segundo equipo lo que restaba de temporada. En la 2014/15, vuelve a contar con entrenamientos de pretemporada con el primer equipo, volviendo a ser convocado con el primer equipo para la cuarta ronda de la Copa del Rey frente al CE L'Hospitalet. En el encuentro de ida de 0-3 favorable al Atlético no disputó ni un solo minuto, mientras que en el empate a 2 del encuentro de vuelta jugó los 5 minutos finales. Desde entonces, Carlos vuelve al Atlético de Madrid B hasta final de temporada.

### CD Guijuelo
La temporada 2014/15 supuso el descenso del Atlético de Madrid B a Tercera División de España. Por ello, se decidió que Carlos fuera cedido al CD Guijuelo para seguir progresando en la Segunda División B de España.

### Zamora CF
En la temporada 2018-19, regresa al Zamora CF en el que militaría durante cuatro temporadas, logrando el ascenso a la Segunda División B de España y más tarde, a la Primera División RFEF con el conjunto zamorano.

### Club Deportivo Atlético Baleares
El 29 de junio de 2022, firma por el Club Deportivo Atlético Baleares de la Primera División RFEF.

### Unión Deportiva Logroñés
El 17 de enero de 2023, firma por la Unión Deportiva Logroñés de la Primera División RFEF.

## Clubes
| Club                             | País   | Año               |
| -------------------------------- | ------ | ----------------- |
| Atl. Madrid C                    | España | 2013-2014         |
| Atl. Madrid B                    | España | 2014-2015         |
| CD Guijuelo (préstamo)           | España | 2015-2016         |
| Atl. Madrid B                    | España | 2016              |
| Burgos CF                        | España | 2016-2017         |
| Pontevedra CF                    | España | 2017-2018         |
| Zamora CF                        | España | 2018-2022         |
| Club Deportivo Atlético Baleares | España | 2022              |
| Unión Deportiva Logroñés         | España | 2023 - Actualidad |